# Foshagite
La foshagite è un minerale il cui nome è stato attribuito in onore del mineralogista statunitense William Fredrick Foshag.

## Origine e giacitura
La foshagite si forma nel calcare grazie a processi metamorfici.

## Forma in cui si presenta in natura
La foshagite si presenta generalmente in aggregati aciculari o fibrosi.